# Lundsmörblomma
Lundsmörblomma (Ranunculus cassubicus) är en växtart i familjen ranunkelväxter.
Artepitetet cassubicus  (lat.) = Kassubien, en del av Pommern. 